# Моршихинская
Моршихинская — деревня в Виноградовском районе Архангельской области России. Входит в состав Виноградовского муниципального округа. До 2021 года входила в состав Осиновского сельского поселения, хотя первоначально планировалось включить её в состав Конецгорского сельского поселения. Часть села Конецгорье.
Расположена на правом берегу реки Северная Двина, юго-восточнее устья реки Вареньга.
Численность населения деревни, по данным Всероссийской переписи населения 2010 года, составляет 12 человек. В 2009 году было 11 человек.
С 2004 года по 2021 год — в Осиновском сельском поселении.

### Карты
- Топографическая карта P-38-39,40. (Лист Рочегда)
- Моршихинская на Wikimapia
- Моршихинская. Публичная кадастровая карта. Архивировано из оригинала 5 марта 2016 года.